# Шайтаново
Шайта́ново (рос. Шайтаново) — присілок у складі Алнаського району Удмуртії, Росія.

## Населення
Населення — 182 особи (2010; 212 в 2002).
Національний склад станом на 2002 рік:
- удмурти — 98 %

## Історія
За переказами населення присілку відноситься до воршуду Шудья, предки яких жили між присілками Дятлево та Абишево. З 1924 року присілок входить до складу Азаматовської сільради спочатку Алнаської волості, з 1929 року — Алнаського району, а у період 1963–1965 років — Можгинського району. 1932 року у присілку утворено колгосп «Вильгурт», який очолив Буранов.

## Урбаноніми[5][6]
- вулиці — Зарічна, Садова
- провулки — Ключовий, Павлова